# KAGRA
O detector de ondas gravitacionais Kamioka (KAGRA), antigo Telescópio de Ondas Gravitacionais Criogênicas de Grande Escala (LCGT), é um projeto do grupo de estudos de ondas gravitacionais do Instituto de Pesquisa de Raios Cósmicos da Universidade de Tóquio.  KAGRA está localizado dentro de uma caverna cerca de 200 quilômetros a oeste de Tóquio. Eles estão usando uma tecnologia - espelhos resfriados a cerca de 20 graus acima do zero absoluto - que os pesquisadores de ondas gravitacionais acham que podem ser cruciais para todos os futuros detectores.